# Baileychromis
Baileychromis is een monotypisch geslacht van straalvinnige vissen uit de familie van de cichliden (Cichlidae).

## Soort
- Baileychromis centropomoides (Bailey & Stewart, 1977)